# Shivnath
Der Shivnath (Hindi शिवनाथ नदी; veraltet anglisiert Seonath River) ist ein linker Nebenfluss der Mahanadi in den indischen Bundesstaaten Chhattisgarh und Maharashtra.
Der Fluss entspringt bei der Ortschaft Godari im Distrikt Gadchiroli in Maharashtra. Am Oberlauf wird er von der Mongra-Talsperre aufgestaut. Der Shivnath fließt in überwiegend nordöstlicher Richtung durch Chhattisgarh.
Er fließt südlich an Dongargaon und Rajnandgaon sowie westlich an Durg vorbei. 12 km oberhalb von Shivrinarayan mündet der Fluss schließlich in den Mahanadi. Der Shivnath besitzt eine Länge von 380 km. Das Einzugsgebiet beläuft sich auf 30.761 km². Wichtige Nebenflüsse sind Sukha Nala, Maniyari, Arpa und Lilagar von links sowie Tandula und Kharun von rechts.